# 本斯
本斯（Bense）是加勒比海岛国多米尼克圣安德鲁区的一个村庄，位于岛上北海岸，与附近的汉普斯特德在一起，2001年人口495人。其包括本斯、昂斯杜梅和昂斯索尔达特3个村镇同时组成一个村委会。
15°35′N 61°22′W / 15.583°N 61.367°W